# David Ausubel
David Paul Ausubel (Nova Iorque, 25 de outubro 1918 - Nova Iorque, 9 de julho de 2008) foi um psicólogo da educação estadunidense.

## Biografia
Filho de família judia e pobre, imigrantes da Europa Central, cresceu insatisfeito com a educação que recebera. Revoltado contra os castigos e humilhações pelos quais passara na escola, afirma que a educação é violenta e reacionária, relatando um dos episódios que o marcou profundamente nesse período:
"Escandalizou-se com um palavrão que eu, patife de seis anos, empreguei certo dia. Com sabão de lixívia lavou-me a boca. Submeti-me. Fiquei de pé num canto o dia inteiro, para servir de escarmento a uma classe de cinquenta meninos assustados (…)". Para ele, "A escola é um cárcere para meninos. O crime de todos é a pouca idade e por isso os carcereiros lhes dão castigos."
Após sua formação acadêmica, em território canadense resolve dedicar-se à educação no intuito de buscar as melhorias necessárias ao verdadeiro aprendizado. Totalmente contra a aprendizagem puramente mecânica, torna-se um representante do cognitivismo, e propõe uma aprendizagem que tenha uma "estrutura cognitivista", de modo a intensificar a aprendizagem como um processo de armazenamento de informações que, ao agrupar-se no âmbito mental do indivíduo, seja manipulada e utilizada adequadamente no futuro, através da organização e integração dos conteúdos aprendidos significativamente.

## Teorias
Segundo Ausubel, a aprendizagem significativa no processo de ensino necessita fazer algum sentido para o aprendiz e, nesse processo, a informação deverá interagir e ancorar-se nos conceitos relevantes já existentes na estrutura do aluno. O autor entende que a aprendizagem significativa se verifica quando o banco de informações no plano mental do aluno se revela, através da aprendizagem por descoberta e por recepção. O processo utilizado para as crianças menores é o de formação de conceito, envolvendo generalizações de interesses específicos para que, na idade escolar já tenham desenvolvido um conjunto de conceitos, de modo a favorecer o desenvolvimento da aprendizagem significativa. Esses conceitos deverão ser adquiridos através de assimilação, diferenciação progressiva e reconciliação integrativos de conceitos. Para tanto, Ausubel sugere para esse processo, a utilização de organizadores prévios para, de fato, ancorar a nova aprendizagem, levando o aluno ao desenvolvimento de conceitos subsunçores, de modo a facilitar a aprendizagem subseqüente.
Mas o que são organizadores prévios? Segundo o autor, são informações e recursos introdutórios, que devem ser apresentados antes dos conteúdos da matriz curricular, uma vez que tem a função de servir de ponte entre o que o aluno já sabe e o que ele deve saber para que o conteúdo possa ser realmente aprendido de forma significativa. Os organizadores se tornarão mais eficazes se forem apresentados no início das tarefas de aprendizagem para que suas propriedades possam integrar-se como elemento atrativo para o aluno, visando provocar o interesse e desejo de aprender. Sua formulação deve contar com um vocabulário bastante familiar ao aluno, de modo que, sua organização, bem como a aprendizagem sejam consideradas como material de valor pedagógico.
Para que a aprendizagem significativa ocorra, o autor assinala duas condições essenciais :
1) disposição do aluno para aprender;
2) O material didático desenvolvido, que deve ser, sobretudo, significativo para o aluno.
Somente dessa forma é que se dará a verdadeira compreensão de conceitos e proposições, o que implica na posse de significados claros e intransferíveis.
Para a avaliação consistente da aprendizagem significativa, o método válido e prático, segundo Ausubel, consiste em buscar soluções de problemas diversos através de testes de compreensão, utilizando-se de recursos diferentes daqueles, utilizados anteriormente no material instrucional. Para que se possa constatar, de fato, se o aluno desenvolveu ou não, as habilidades necessárias à aquisição da aprendizagem significativa.
A Teoria da aprendizagem de Ausubel objetiva, portanto,  facilitar a aprendizagem do aluno, através da psicologia da aprendizagem significativa. Diz ele, que:
"Se eu tivesse que reduzir toda a psicologia educacional a um único princípio, diria isto: o fato isolado mais importante que informação na aprendizagem é aquilo que o aprendiz já conhece. Descubra o que ele sabe e baseie isso nos seus ensinamentos".
A aprendizagem significativa é elemento essencial ao processo de aquisição do conhecimento do aluno, fundamental para o novo papel do professor e a função social da escola.